# Faculdade de Dartmouth
A Faculdade de Dartmouth (Dartmouth College, em inglês) é uma universidade privada estadunidense fundada em 1769, localizada na região Nordeste dos Estados Unidos, na cidade de Hanover, no estado de Nova Hampshire.
Com admissões de graduação altamente seletivas, a faculdade pertence à coligação esportiva denominada Ivy League, um grupo que une oito instituições de ensino superior dos Estados Unidos (Cornell, Brown, Columbia, Dartmouth, Harvard, Princeton, Yale e Universidade da Pensilvânia). A Ivy League foi criada originalmente para denominar as ligas esportivas das universidades da Costa Leste, em especial a liga de futebol. Porém, com o passar dos anos, a expressão Ivy League passou a ser sinônimo de qualidade acadêmica no país, que têm em comum conotações acadêmicas de excelência, assim como de elitismo, devido à sua antiguidade e admissão seletiva. Apesar de ser a universidade integrante da Ivy League com o menor número de estudantes, Dartmouth College vem atraindo um número maior de brasileiros a cada ano.  
A Faculdade de Dartmouth é considerada atualmente a instituição de ensino superior norte-americana que operou ininterruptamente por mais tempo nos Estados Unidos, e sua data de fundação remete a um período anterior à independência do país: janeiro de 1769. Seu fundador foi o reverendo Eleazar Wheelock, que tinha ambições de transformar a escola em uma fonte de educação para a juventude indígena, assim como para jovens da Nova Inglaterra. Os primeiros prédios do colégio foram construídos no que hoje seria a pequena cidade de Hanover, no estado americano de Nova Hampshire.
No ano de 2010, o jornal norte-americano U.S. News & World Report classificou a Faculdade de Dartmouth como a melhor instituição de graduação dos Estados Unidos, na frente das rivais Yale, Princeton, Harvard, Stanford, Columbia, Cornell, UPenn, e Brown.
Em sua história, a universidade produziu muitos ex-alunos proeminentes, incluindo 170 membros do Senado dos Estados Unidos e da Câmara dos Representantes dos Estados Unidos, 24 governadores estaduais, 10 ex-alunos bilionários, 10 secretários de gabinetes presidenciais, 3 ganhadores do Prêmio Nobel, 2 Juízes Associados da Suprema Corte e um Vice-presidente. Outros ex-alunos notáveis incluem 79 Rhodes Scholars, 26 bolsistas Marshall, e 13 vencedores do Prêmio Pulitzer, bem como numerosos bolsistas MacArthur Genius, Fulbright Scholars, Schwarzman Scholars, Knight-Hennesy Scholars, Goldwater Scholars, e Truman Scholars. Os ex-alunos de Dartmouth também incluem muitos CEOs e fundadores de corporações da Fortune 500, diplomatas de alto nível, estudiosos da academia, figuras literárias e midiáticas, atletas profissionais e medalhistas olímpicos.
Dentre alguns de seus célebres ex-alunos, se encontram o cartunista Dr. Seuss, o poeta norte-americano Robert Frost, a atriz Meryl Streep, a comediante Rachel Dracht do programa Saturday Night Live, e o ex-Secretário do Tesouro Timothy F. Geithner, entre outros.
Algumas referências da faculdade na cultura popular americana incluem a personagem Isabella Marie Swan da saga The Twilight Saga, que supostamente teria sido aceita na universidade, a personagem Meredith Grey, protagonista da série Grey's Anatomy, que teria estudado na famosa Escola Médica de Dartmouth, o personagem Michael Corleone da trilogia The Godfather, outro ex-aluno fictício, e o filme norte-americano Animal House. A instituição também é mencionada frequentemente na série televisiva Gossip Girl em momentos em que o personagem Nate Archibald afirmar sua relutância em ingressar na mesma universidade que o pai frequentou. Como também a personagem Ariel DuBois da série Medium.